# Le Feu de l'enfer
Le Feu de l'enfer (titre original : Hell Fire) est une micronouvelle fantastique d'Isaac Asimov, parue pour la première fois en mai 1956. On la trouve en français dans le recueil Espace vital.

## Publications
La nouvelle est parue aux États-Unis mai 1956 dans Fantastic Universe.
Elle parait en France dans le recueil Espace vital en 1972.

## Résumé
Alvin Horner et Joseph Vincenzo assistent à la projection du premier film d'un essai nucléaire décomposé en séquences d'un milliardième de seconde. Vincenzo lugubre, dit à Horner que cette arme sera la fin de l'humanité, que c'est une invention du Diable.
Horner refuse de se prononcer, mais tous dans la salle sont frappés de terreur lorsque le film révèle, dans l'instant après l'explosion, que la boule de feu nucléaire est à l'image de Satan.